# 藕合色

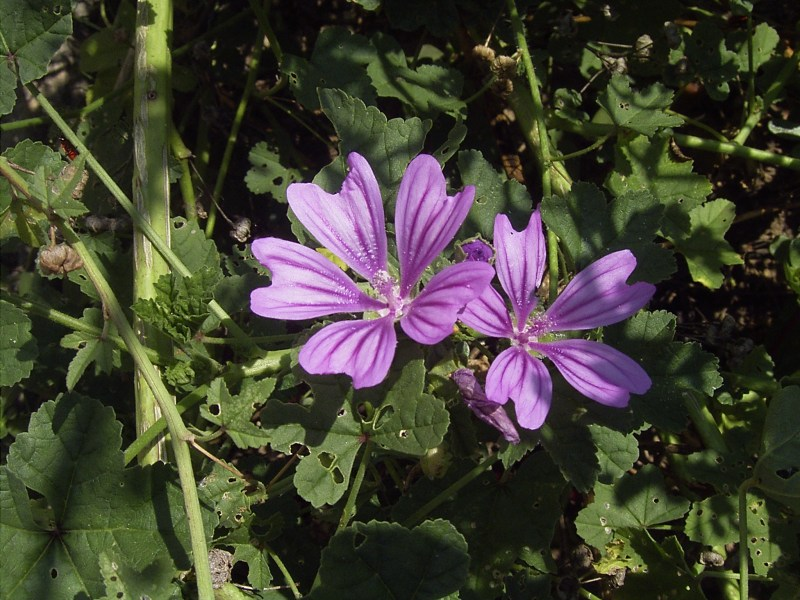
欧锦葵Malva sylvestris

藕合色（法語：mauve）又称藕荷色、锦葵紫、粉紫色，是一种淡紫色。对比洋红色，藕合色中的灰色和蓝色成分更多。
该词源于法语（意即“锦葵花”），最早见于1796–98年间的《牛津英语词典》，不过直到1859年才开始在日常生活中大量使用；其英文同义词则最早见于1611年。